# Ан-188
Ан-188 — проєкт українського перспективного середнього багатоцільового військово-транспортного літака короткого злету і посадки.
Анонсований на 51-му Міжнародному авіасалоні в Ле-Бурже — 2015. За своєю суттю є модифікацією Ан-70 з чотирма турбореактивними двигунами виробництва АТ «Мотор Січ» — Д-436-148ФМ або новітніми АІ-28 замість турбовентиляторних Д-27. Можливе обладнання авіонікою та двигунами інших виробників.
Згідно з цільовим призначенням літак займає нішу між середнім транспортним літаком С-130J-30 та важким С-17А.
Максимальна злітна маса — 140 тон.
Корисне навантаження — 40 тон.
Технічні характеристики дозволять експлуатацію на ґрунтових злітних смугах довжиною від 915 м (3 000 футів).
Витрата палива передбачається на рівні 4 600 кг / год.

## Відео
- Макет Ан-188 на міжнародному авіашоу Eurasia-2018

## Конкуренти
- Airbus A400M Atlas
- Lockheed Martin C-130J
- Boeing C-17 Globemaster III